# Sparkasse Germersheim-Kandel
Die Sparkasse Germersheim-Kandel war eine rheinland-pfälzische Sparkasse mit Sitz in Kandel. Sie war eine Anstalt des öffentlichen Rechts und fusionierte am 1. Januar 2021 mit der Sparkasse Südliche Weinstraße zur Sparkasse Südpfalz. 

## Organisationsstruktur
Das Geschäftsgebiet der Sparkasse Germersheim-Kandel umfasste den Landkreis Germersheim. Träger der Sparkasse war der Zweckverband Sparkasse Germersheim-Kandel, dem der Landkreis Germersheim sowie die Städte Germersheim und Kandel angehörten. Rechtsgrundlagen waren das Sparkassengesetz für Rheinland-Pfalz und die Satzung der Sparkasse. Organe der Sparkasse waren der Verwaltungsrat und der Vorstand.
Die Sparkasse Germersheim-Kandel war Mitglied des Sparkassenverbandes Rheinland-Pfalz und über diesen auch im Deutschen Sparkassen- und Giroverband.

## Geschäftszahlen
Die Sparkasse Germersheim-Kandel wies im Geschäftsjahr 2019 eine Bilanzsumme von 1,999 Mrd. Euro aus und verfügte über Kundeneinlagen von 1,593 Mrd. Euro. Gemäß der Sparkassenrangliste 2019 lag sie nach Bilanzsumme auf Rang 215. Sie unterhielt 28 Filialen/Selbstbedienungsstandorte und beschäftigte 378 Mitarbeiter.

## Sparkassen-Finanzgruppe
Die Sparkasse Germersheim-Kandel war Teil der Sparkassen-Finanzgruppe und gehörte damit auch ihrem Haftungsverbund an. Die Sparkasse vermittelte Bausparverträge der regionalen Landesbausparkasse, offene Investmentfonds der Deka und Versicherungen der Versicherungskammer Bayern. Im Bereich des Leasing arbeitete die Sparkasse Germersheim-Kandel mit der Deutschen Leasing zusammen. Die Funktion der Sparkassenzentralbank nahm die Landesbank Baden-Württemberg wahr. 

## Geschichte
Die Sparkasse Germersheim-Kandel entstand aus der Fusion der Kreis- und Stadtsparkassen Germersheim und Kandel. Zum 1. Januar 2021 fusionierte sie mit der Sparkasse Südliche Weinstraße zur Sparkasse Südpfalz.